# Ufa Arena

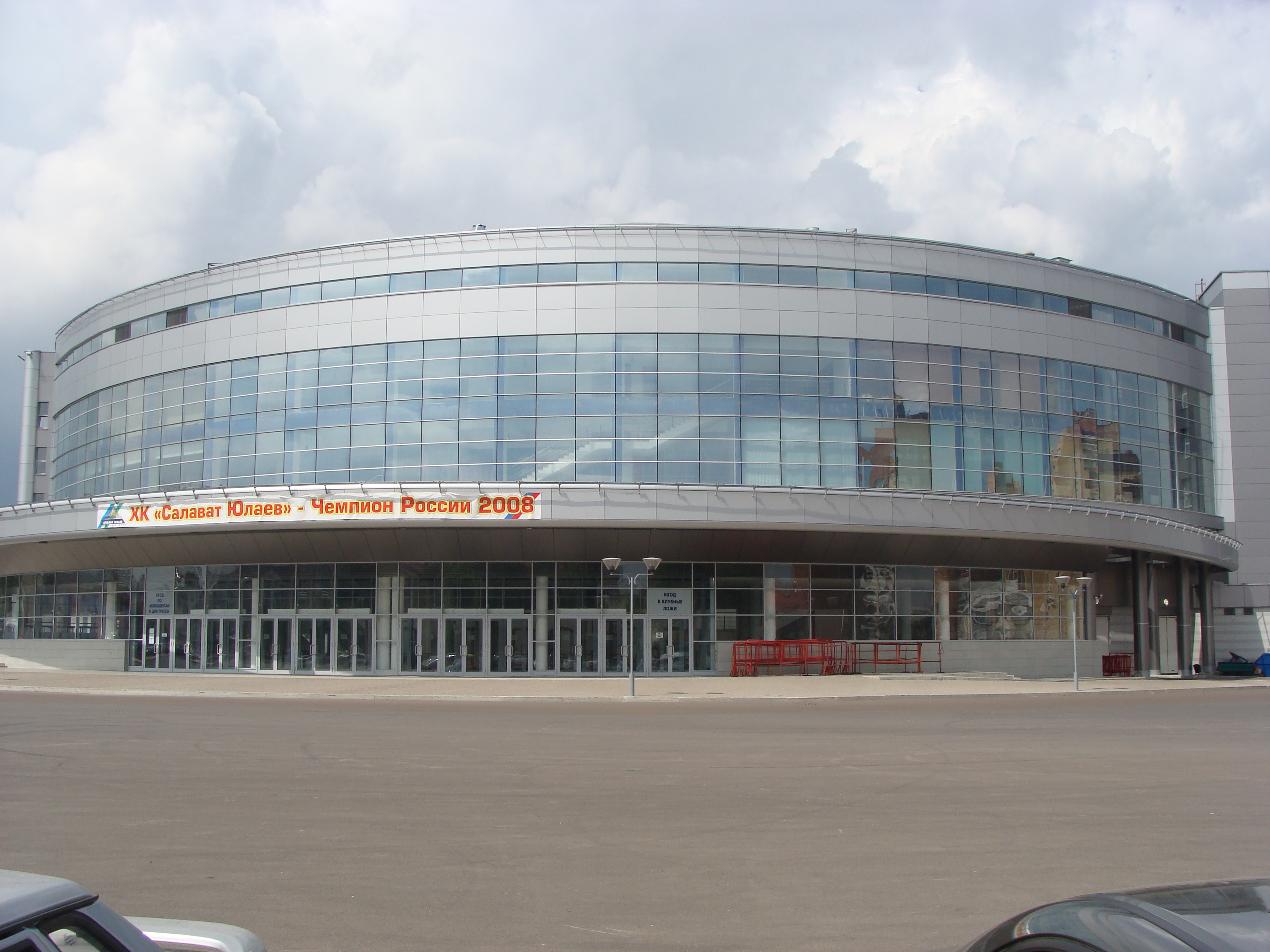
El Ufa Arena, 2008.

El Ufa Arena (en ruso, Уфа-Арена) es un pabellón deportivo multiuso en la ciudad de Ufá, Rusia, con un aforo de 8.250 espectadores que fue inaugurado en 2007. Reemplazó al antiguo Palacio de Hielo Salavat Yulaev como sede del equipo de hockey sobre hielo Salavat Yulaev Ufa. Aparte de como estadio del club local, ha alojado diversos eventos como las Super Series 2007, entre los equipos juniors de Canadá y Rusia, y en 2013 los Campeonatos Mundiales de Hockey sobre Hielo junior entre diciembre de 2012 y enero de 2013.